# Aguentour
Aguentour est un petit village de Kabylie situé dans la commune de Beni-Mellikeche, à la Wilaya de Béjaïa.